# PSR J1023+0038
PSR J1023+0038 – pulsar milisekundowy znajdujący się w konstelacji Sekstantu, w odległości około 4000 lat świetlnych od Ziemi. Został on odkryty w 2007 roku przez zespół astronomów kierowany przez Anne Archibald i Victorię Kaspi z McGill Pulsar Group na Uniwersytecie McGill za pomocą radioteleskopu Robert C. Byrd Green Bank Telescope.
Podobnie jak większość znanych pulsarów milisekundowych, PSR J1023+0038 jest składnikiem ciasnego układu podwójnego, w którym nastąpił przepływ materii pomiędzy gwiazdą towarzyszącą a gwiazdą neutronową.
PSR J1023+0038 wiruje z częstotliwością 592 Hz, czyli około 35 500 obrotów na minutę, co oznacza, że jest jednym z najszybciej rotujących pulsarów. Wokół pulsara krąży normalna gwiazda.
Układ ten był obserwowany już w 1998 roku w programie Very Large Array (VLA) oraz obserwowany w paśmie widzialnym w 1999 roku w przeglądzie Sloan Digital Sky Survey (SDSS). Odkryta wtedy gwiazda przypominała Słońce. Jednak obserwacje prowadzone w roku 2000 wykazały, że obiekt ten uległ dramatycznym zmianom, gdyż zaobserwowano wirujący dysk materii otaczający gwiazdę neutronową. W trakcie obserwacji prowadzonych w maju 2002 roku dysku akrecyjnego już nie było. Wynika z tego wniosek, że pulsar ten zakończył już wysysanie gazu z gwiazdy towarzysza, rozkręcił się i całkiem niedawno zaczął emitować impulsy radiowe.
Nigdy wcześniej nie obserwowano dysków akrecyjnych wokół pulsarów. Natomiast były one obserwowane w rentgenowskich układach podwójnych o niskiej masie (LMXB - Low Mass X-ray Binaries), jednak układy takie nie emitują promieniowania radiowego. Uważano, że LMXB znajdują się w fazie rozkręcania, a charakterystyczna dla pulsarów emisja impulsów radiowych następuje później. Tak więc PSR J1023+0038 może być obiektem, który jako pierwszy był obserwowany na pośrednim etapie przemiany z rentgenowskiego układu podwójnego w pulsara po zakończeniu pobierania materiału z towarzyszącej mu gwiazdy. Gdy transfer masy się zakończył, dysk akrecyjny zanikł, a narodził się nowy pulsar.
Gwiazda towarzysząca PSR J1023+0038 ma masę szacowaną na połowę masy Słońca, a jej okres obiegu wokół gwiazdy neutronowej wynosi 1 godzinę i 45 minut.